# Unitat Socialista (Itàlia)
La Unitat Socialista (en italià: Unità Socialista, US) fou una coalició socialdemòcrata que participà en les eleccions generals de 1948, les quals van decidir la direcció de la postguerra d'Itàlia.
L'aliança electoral va estar formada pel Partit Socialista Obrer Italià (Partito Socialista dei Lavoratori Italiani), de Giuseppe Saragat i la Unió de Socialistes (Unione dei Socialisti) de l'antic líder del Partit Socialista Italià Ivan Matteo Lombardo. La ideologia anticomunista del partit va impedir qualsevol col·laboració amb el Front Democràtic Popular liderat pel Partit Comunista Italià a les eleccions de 1948.
La Unitat Socialista va aconseguir el 7,1% dels vots per a la Cambra dels Diputats, obtenint 33 escons. A les eleccions per al Senat, on es va presentar juntament amb el Partit Republicà Italià, Unitat Socialista va obtenir 8 escons.
En els anys següents, els vincles entre els membres d'Unitat Socialista es van anar estrenyent i es van unificar definitivament en el Partit Socialista Democràtic Italià (PSDI).

## Resultats electorals
| Any  | Líder            | Vots           | %   | Diputats | +/− | Vots         | %   | Senadors | +/- |
| ---- | ---------------- | -------------- | --- | -------- | --- | ------------ | --- | -------- | --- |
| 1948 | Giuseppe Saragat | 1,858,116 (3r) | 7.1 | 33 / 574 | Nou | 943,219 (4t) | 4.1 | 10 / 237 | Nou |